# Список военно-учебных заведений ВС СССР
Список военно-учебных заведений ВС СССР — перечень высших военных учебных заведений Вооружённых Сил Союза ССР.
По состоянию на середину 1980-х годов
Деятельность высших военно-учебных заведений в составе Министерства обороны СССР курировало Главное управление военно-учебных заведений МО СССР, в КГБ СССР — Управление кадров КГБ СССР, в том числе, в составе пограничных войск — Отдел военно-учебных заведений. В МВД СССР соответствующая деятельность находилась в компетенции Управления учебных заведений и научно-исследовательских учреждений МВД СССР.

## Министерство обороны СССР

### Генеральный штаб Вооружённых Сил СССР
- Академии
  1. Военная ордена Ленина, Краснознамённая, ордена Суворова академия Генерального штаба Вооружённых Сил СССР имени К. Е. Ворошилова (Москва)
  2. Военная академия Советской Армии (Москва)
- Институты
  1. Военный Краснознамённый институт Министерства обороны СССР (Москва)
- Инженерные
  1. Воронежское высшее военное инженерное училище радиоэлектроники
  2. Череповецкое высшее военное инженерное училище радиоэлектроники
- Специальной связи
  1. Краснодарское высшее военное ордена Октябрьской Революции, Краснознамённое училище имени генерала армии С. М. Штеменко
- Специалистов мобилизационных органов
  1. 8-е Центральные офицерские ордена Красной Звезды курсы усовершенствования офицеров мобилизационных органов Вооружённых Сил СССР (Саратов)

#### Военно-топографическое управление ГШ ВС СССР
1. Ленинградское высшее военно-топографическое командное Краснознамённое, ордена Красной Звезды училище имени генерала армии А. И. Антонова

#### 10-е Главное управление ГШ ВС СССР
1. Краснодарское военное объединённое лётно-техническое ордена Дружбы народов училище имени Героя Советского Союза А. К. Серова
2. Одесское высшее военное объединённое командно-инженерное орденов Отечественной войны и Дружбы народов училище противовоздушной обороны
3. Одесское высшее военное объединённое Краснознамённое училище
4. Симферопольское военное объединённое училище (Перевальное)
5. 5-е Центральные курсы по подготовке и усовершенствованию авиационных кадров (Кант)

## Тыл Вооружённых Сил СССР
- Академии
  1. Военная ордена Ленина академия тыла и транспорта (Ленинград)
- Командные
  1. Московское высшее командное училище дорожных и инженерных войск (Балашиха)
- Тыла
  1. Вольское высшее военное ордена Красной Звезды училище тыла имени Ленинского комсомола
  2. Горьковское высшее военное училище тыла имени Маршала Советского Союза И. Х. Баграмяна
- Инженерные
  1. Ульяновское высшее военно-техническое училище имени Богдана Хмельницкого

### Центральное финансовое управление МО СССР
1. Ярославское высшее военное финансовое ордена Красной Звезды училище имени генерала армии А. В. Хрулёва
2. Военный финансово-экономический факультет при Московском финансовом институте

### Главное военно-медицинское управление МО СССР
1. Военно-медицинская ордена Ленина, Краснознамённая академия имени С. М. Кирова (Ленинград)
2. Военно-медицинский факультет при Горьковском медицинском институте имени С. М. Кирова
3. Военно-медицинский факультет при Куйбышевском медицинском институте имени Д. И. Ульянова
4. Военно-медицинский факультет при Саратовском медицинском ордена Трудового Красного Знамени институте
5. Военно-медицинский факультет при Томском медицинском институте
6. Военно-ветеринарный факультет при Московском ветеринарном ордена Трудового Красного Знамени институте имени К. И. Скрябина

### Главное автомобильное управление МО СССР
- Командные
  1. Самаркандское высшее военное автомобильное командное училище имени Верховного Совета Узбекской ССР
  2. Уссурийское высшее военное автомобильное командное училище
- Инженерные
  1. Рязанское высшее военное автомобильное инженерное ордена Красной Звезды училище
  2. Челябинское высшее военное автомобильное инженерное училище имени Главного маршала бронетанковых войск П. А. Ротмистрова

### Главное управление железнодорожных войск МО СССР[2]
1. Ленинградское высшее ордена Ленина, Краснознамённое училище железнодорожных войск и военных сообщений имени М. В. Фрунзе

## Главное военно-строительное управление МО СССР
- Командные
  1. Горьковское высшее военное строительное командное училище (Кстово)
  2. Камышинское высшее военное строительное командное училище
  3. Тольяттинское высшее военное строительное командное училище
- Инженерные
  1. Ленинградское высшее военное инженерно-строительное Краснознамённое училище имени генерала армии А. Н. Комаровского
  2. Пушкинское высшее военное инженерное строительное училище

## Управление начальника космических средств МО СССР
- Инженерные
  1. Военный инженерный Краснознамённый институт имени А. Ф. Можайского (Ленинград)
- Командно-инженерные
  1. Рижское высшее военно-политическое Краснознамённое училище имени Маршала Советского Союза С. С. Бирюзова (два факультета)

## Главное управление кадров МО СССР
1. Факультет иностранных языков Военного Краснознамённого института Министерства обороны СССР (Москва)

## Юридическая служба МО СССР
1. Военно-юридический факультет Военного Краснознамённого института Министерства обороны СССР (Москва)

## Спортивный комитет МО СССР
1. Военный дважды Краснознамённый институт физической культуры (Ленинград)

## Военно-оркестровая служба МО СССР
1. Военно-дирижёрский факультет при Московской государственной дважды ордена Ленина консерватории имени П. И. Чайковского

## Главное политическое управление Советской Армии и Военно-Морского Флота
- Академии
  1. Военно-политическая орденов Ленина и Октябрьской Революции, Краснознамённая академия имени В. И. Ленина (Москва)
- Военно-политические
  1. Донецкое высшее военно-политическое училище инженерных войск и войск связи имени генерала армии А. А. Епишева
  2. Киевское высшее военно-морское политическое училище
  3. Курганское высшее военно-политическое авиационное училище
  4. Ленинградское высшее военно-политическое училище противовоздушной обороны имени Ю. В. Андропова
  5. Львовское высшее военно-политическое ордена Красной Звезды училище
  6. Минское высшее военно-политическое общевойсковое училище[3]
  7. Новосибирское высшее военно-политическое общевойсковое училище имени 60-летия Великого Октября
  8. Рижское высшее военно-политическое Краснознамённое училище имени Маршала Советского Союза С. С. Бирюзова (один факультет)
  9. военно-политический факультет Ростовского высшего военного командно-инженерного училища ракетных войск имени Главного маршала артиллерии М. И. Неделина
  10. Свердловское высшее военно-политическое танко-артиллерийское училище имени Л. И. Брежнева
  11. Симферопольское высшее военно-политическое строительное училище
  12. Таллинское высшее военно-политическое строительное училище

## Ракетные войска стратегического назначения
- Академии
  1. Военная орденов Ленина, Октябрьской Революции и Суворова академия имени Ф. Э. Дзержинского (Москва)
- Командно-инженерные
  1. Краснодарское высшее военное командно-инженерное училище ракетных войск
  2. Пермское высшее военное командно-инженерное Краснознамённое училище ракетных войск имени Маршала Советского Союза В. И. Чуйкова
  3. 3-й факультет (инженерный) Рижского высшего военно-политического Краснознамённого училища имени Маршала Советского Союза С. С. Бирюзова
  4. Ростовское высшее военное командно-инженерное училище ракетных войск имени Главного маршала артиллерии М. И. Неделина
  5. Серпуховское высшее военное командно-инженерное училище ракетных войск имени Ленинского комсомола
  6. Харьковское высшее военное командно-инженерное училище ракетных войск имени Маршала Советского Союза Н. И. Крылова
- Инженерные
  1. Ставропольское высшее военное инженерное училище связи имени 60-летия Великого Октября

## Сухопутные войска

### Главное управление боевой подготовки Сухопутных войск ВС СССР
1. Высшие офицерские орденов Ленина и Октябрьской Революции, Краснознамённые курсы «Выстрел» имени Маршала Советского Союза Б. М. Шапошникова (Солнечногорск)

### Общевойсковые военно-учебные заведения
- Академии
  1. Военная орденов Ленина и Октябрьской Революции, Краснознамённая, ордена Суворова академия имени М. В. Фрунзе (Москва)
- Командные
  1. Алма-Атинское высшее общевойсковое командное училище имени Маршала Советского Союза И. С. Конева
  2. Бакинское высшее общевойсковое командное училище имени Верховного Совета Азербайджанской ССР
  3. Дальневосточное высшее общевойсковое командное Краснознамённое училище имени Маршала Советского Союза К. К. Рокоссовского (Благовещенск)
  4. Киевское высшее общевойсковое командное дважды Краснознамённое училище имени М. В. Фрунзе
  5. Ленинградское высшее общевойсковое командное дважды Краснознамённое училище имени С. М. Кирова (Петродворец)
  6. Московское высшее общевойсковое командное орденов Ленина и Октябрьской Революции, Краснознамённое училище имени Верховного Совета РСФСР
  7. Омское высшее общевойсковое командное дважды Краснознамённое училище имени М. В. Фрунзе
  8. Орджоникидзевское высшее общевойсковое командное дважды Краснознамённое училище имени Маршала Советского Союза А. И. Ерёменко
  9. Ташкентское высшее общевойсковое командное Краснознамённое, ордена Красной Звезды училище имени В. И. Ленина

### Танковые войска
- Академии
  1. Военная орденов Ленина и Октябрьской Революции, Краснознамённая академия бронетанковых войск имени Маршала Советского Союза Р. Я. Малиновского (Москва)
- Командные
  1. Благовещенское высшее танковое командное Краснознамённое училище имени Маршала Советского Союза К. А. Мерецкова
  2. Казанское высшее танковое командное Краснознамённое училище имени Верховного Совета Татарской АССР
  3. Ташкентское высшее танковое командное ордена Ленина училище имени дважды Героя Советского Союза маршала бронетанковых войск П. С. Рыбалко (Чирчик)
  4. Ульяновское гвардейское высшее танковое командное дважды Краснознамённое, ордена Красной Звезды училище имени В. И. Ленина
  5. Харьковское гвардейское высшее танковое командное ордена Красной Звезды училище имени Верховного Совета Украинской ССР
  6. Челябинское высшее танковое командное училище имени 50-летия Великого Октября
- Инженерные
  1. Киевское высшее танковое инженерное ордена Красной Звезды училище имени Маршала Советского Союза И. И. Якубовского
  2. Омское высшее танковое инженерное ордена Красной Звезды училище имени Маршала Советского Союза П. К. Кошевого

### Ракетные войска и артиллерия
- Академии
  1. Военная артиллерийская ордена Ленина, Краснознамённая академия имени М. И. Калинина (Ленинград)
- Командные
  1. Коломенское высшее артиллерийское командное ордена Ленина, Краснознамённое училище имени Октябрьской Революции
  2. Ленинградское высшее артиллерийское командное ордена Ленина, Краснознамённое училище имени Красного Октября
  3. Одесское высшее артиллерийское командное ордена Ленина училище имени М. В. Фрунзе
  4. Сумское высшее артиллерийское командное дважды Краснознамённое училище имени М. В. Фрунзе
  5. Тбилисское высшее артиллерийское командное Краснознамённое, ордена Красной Звезды училище имени 26 Бакинских комиссаров
  6. Хмельницкое высшее артиллерийское командное училище имени маршала артиллерии Н. Д. Яковлева
- Командно-инженерные
  1. Казанское высшее военное командно-инженерное училище ракетных войск имени маршала артиллерии М. Н. Чистякова
  2. Саратовское высшее военное командно-инженерное Краснознамённое, ордена Красной Звезды училище ракетных войск имени Героя Советского Союза генерал-майора А. И. Лизюкова

### ГРАУ
- Инженерные
  1. Пензенское высшее артиллерийское инженерное ордена Красной Звезды училище имени Главного маршала артиллерии Н. Н. Воронова
  2. Тульское высшее артиллерийское инженерное орденов Ленина и Октябрьской Революции училище имени Тульского пролетариата

### Войска связи
- Академии
  1. Военная ордена Ленина, Краснознамённая академия связи имени Маршала Советского Союза С. М. Будённого (Ленинград)
- Командные
  1. Кемеровское высшее военное командное училище связи имени маршала войск связи И. Т. Пересыпкина
  2. Новочеркасское высшее военное командное Краснознамённое училище связи имени Маршала Советского Союза В. Д. Соколовского
  3. Полтавское высшее военное командное училище связи имени Маршала Советского Союза К. С. Москаленко
  4. Рязанское высшее военное командное училище связи имени Маршала Советского Союза М. В. Захарова
  5. Томское высшее военное командное ордена Красной Звезды училище связи
  6. Ульяновское высшее военное командное ордена Красной Звезды училище связи имени Г. К. Орджоникидзе
- Инженерные
  1. Киевское высшее военное инженерное дважды Краснознамённое училище связи имени М. И. Калинина
  2. Ленинградское высшее военное инженерное училище связи имени Ленсовета

### Инженерные войска
- Академии
  1. Военно-инженерная ордена Ленина, Краснознамённая академия имени В. В. Куйбышева (Москва)
- Командные
  1. Каменец-Подольское высшее военно-инженерное командное училище имени маршала инженерных войск В. К. Харченко
  2. Тюменское высшее военно-инженерное командное училище имени маршала инженерных войск А. И. Прошлякова
- Инженерные
  1. Калининградское высшее инженерное ордена Ленина, Краснознамённое училище инженерных войск имени А. А. Жданова

### Химические войска
- Академии
  1. Военная ордена Октябрьской Революции, Краснознамённая академия химической защиты имени Маршала Советского Союза С. К. Тимошенко (Москва)
- Командные
  1. Костромское высшее военное командное училище химической защиты
  2. Тамбовское высшее военное командное Краснознамённое училище химической защиты имени Н. И. Подвойского
- Инженерные
  1. Саратовское высшее военное инженерное училище химической защиты

### Войска противовоздушной обороны Сухопутных войск
- Академии
  1. Военная академия противовоздушной обороны Сухопутных войск имени Маршала Советского Союза А. М. Василевского (Киев)
- Командные
  1. Ленинградское высшее зенитное ракетное командное ордена Красной Звезды училище имени 60-летия Великого Октября (ЛАТУЗА)
  2. Оренбургское высшее зенитное ракетное командное Краснознамённое училище имени Г. К. Орджоникидзе
  3. Полтавское высшее зенитное ракетное командное Краснознамённое училище имени генерала армии Н. Ф. Ватутина
- Инженерные
  1. Киевское высшее зенитное ракетное инженерное ордена Ленина Краснознамённое училище имени С. М. Кирова
  2. Смоленское высшее зенитное ракетное инженерное училище

### Воздушно-десантные войска
- Командные
  1. Рязанское высшее воздушно-десантное командное дважды Краснознамённое училище имени Ленинского комсомола

## Войска противовоздушной обороны
- Академии
  1. Военная командная Краснознамённая академия противовоздушной обороны имени Маршала Советского Союза Г. К. Жукова (Калинин)
  2. Военная инженерная радиотехническая орденов Октябрьской Революции и Отечественной войны академия противовоздушной обороны имени Маршала Советского Союза Л. А. Говорова (Харьков)
- Командные
  1. Горьковское высшее зенитное ракетное командное училище противовоздушной обороны
  2. Днепропетровское высшее зенитное ракетное командное училище противовоздушной обороны
  3. Орджоникидзевское высшее зенитное ракетное командное училище противовоздушной обороны имени генерала армии И. А. Плиева
  4. Энгельсское высшее зенитное ракетное командное училище противовоздушной обороны
  5. Ярославское высшее зенитное ракетное командное училище противовоздушной обороны имени 60-летия Великого Октября
  6. Вильнюсское высшее командное училище радиоэлектроники противовоздушной обороны
  7. Красноярское высшее командное училище радиоэлектроники противовоздушной обороны
- Командно-инженерные
  1. Житомирское высшее ордена Октябрьской Революции, Краснознамённое училище радиоэлектроники противовоздушной обороны имени Ленинского комсомола
  2. Пушкинское высшее ордена Красной Звезды училище радиоэлектроники противовоздушной обороны имени маршала авиации Е. Я. Савицкого
- Инженерные
  1. Минское высшее инженерное зенитное ракетное училище противовоздушной обороны
  2. Киевское высшее инженерное радиотехническое училище противовоздушной обороны имени маршала авиации А. И. Покрышкина
- Лётные
  1. Армавирское высшее военное авиационное Краснознамённое училище лётчиков противовоздушной обороны имени Главного маршала авиации П. С. Кутахова
  2. Ставропольское высшее военное авиационное училище лётчиков и штурманов противовоздушной обороны имени маршала авиации В. А. Судца

## Военно-воздушные силы
- Академии
  1. Военно-воздушная Краснознамённая, ордена Кутузова академия имени Ю. А. Гагарина (Монино)
  2. Военно-воздушная инженерная орденов Ленина и Октябрьской Революции, Краснознамённая академия имени профессора Н. Е. Жуковского (Москва)
- Лётные
  - Лётчиков
    1. Балашовское высшее военное авиационное училище лётчиков имени Главного маршала авиации А. А. Новикова
    2. Барнаульское высшее военное авиационное училище лётчиков имени Главного маршала авиации К. А. Вершинина
    3. Борисоглебское высшее военное авиационное ордена Ленина, Краснознамённое училище лётчиков имени В. П. Чкалова
    4. Ейское высшее военное авиационное ордена Ленина училище лётчиков имени дважды Героя Советского Союза лётчика-космонавта СССР В. М. Комарова
    5. Качинское высшее военное авиационное ордена Ленина, Краснознамённое училище лётчиков имени А. Ф. Мясникова (Волгоград)
    6. Оренбургское высшее военное авиационное Краснознамённое училище лётчиков имени дважды Героя Советского Союза И. С. Полбина
    7. Саратовское высшее военное авиационное училище лётчиков
    8. Сызранское высшее военное авиационное училище лётчиков имени 60-летия СССР
    9. Тамбовское высшее военное авиационное Краснознамённое училище лётчиков имени М. М. Расковой
    10. Уфимское высшее военное авиационное училище лётчиков
    11. Харьковское высшее военное авиационное ордена Красной Звезды училище лётчиков имени дважды Героя Советского Союза С. И. Грицевца
    12. Черниговское высшее военное авиационное училище лётчиков имени Ленинского комсомола

  - Штурманов
    1. Ворошиловградское высшее военное авиационное училище штурманов имени Пролетариата Донбасса
    2. Челябинское высшее военное авиационное Краснознамённое училище штурманов имени 50-летия ВЛКСМ
- Инженерные
  1. Воронежское высшее военное авиационное инженерное училище
  2. Даугавпилсское высшее военное авиационное инженерное училище имени Яна Фабрициуса
  3. Иркутское высшее военное авиационное инженерное ордена Красной Звезды училище имени 50-летия ВЛКСМ
  4. Киевское высшее военное авиационное инженерное училище
  5. Рижское высшее военное авиационное инженерное училище имени Якова Алксниса
  6. Тамбовское высшее военное авиационное инженерное ордена Ленина, Краснознамённое училище имени Ф. Э. Дзержинского
  7. Харьковское высшее военное авиационное инженерное Краснознамённое училище
  8. Харьковское высшее военное авиационное училище радиоэлектроники имени ЛКСМУ
- Средние авиационно-технические
  1. Ачинское военное авиационно-техническое училище имени 60-летия ВЛКСМ
  2. Васильковское военное авиационно-техническое училище имени 50-летия ЛКСМУ
  3. Калининградское военное авиационно-техническое училище
  4. Кировское военное авиационно-техническое училище
  5. Ломоносовское военное авиационно-техническое училище (Лебяжье)
  6. Пермское военное авиационно-техническое училище имени Ленинского комсомола

## Военно-морской флот
- Академии
  1. Военно-морская орденов Ленина, Октябрьской Революции и Ушакова академия имени Маршала Советского Союза А.А. Гречко (Ленинград)
  2. Высшие ордена Ленина специальные офицерские классы Военно-Морского Флота (Ленинград)
- Командные
  1. Высшее военно-морское ордена Ленина, Краснознамённое, ордена Ушакова училище имени М. В. Фрунзе (Ленинград)
  2. Калининградское высшее военно-морское училище
  3. Каспийское высшее военно-морское Краснознамённое училище имени С. М. Кирова (Баку)
  4. Тихоокеанское высшее военно-морское училище имени С. О. Макарова (Владивосток)
  5. Черноморское высшее военно-морское ордена Красной Звезды училище имени П. С. Нахимова (Севастополь)
  6. Высшее военно-морское училище подводного плавания имени Ленинского комсомола (Ленинград)
- Инженерные
  1. Высшее военно-морское инженерное ордена Ленина училище имени Ф. Э. Дзержинского (Ленинград)
  2. Ленинградское высшее военно-морское инженерное училище имени В. И. Ленина (Пушкин)
  3. Севастопольское высшее военно-морское инженерное училище
  4. Высшее военно-морское ордена Красной Звезды училище радиоэлектроники имени А. С. Попова (Петродворец)
- Среднего и начального профессионального образования
  - Вспомогательного флота (гражданских специалистов)
    1. Ломоносовское мореходное училище ВМФ СССР[4] (Ломоносов)

## Комитет государственной безопасности СССР
1. Высшая Краснознамённая школа КГБ СССР имени Ф. Э. Дзержинского (Москва)
2. Высшие курсы КГБ СССР (Алма-Ата)
3. Высшие курсы КГБ СССР (Горький)
4. Высшие курсы КГБ СССР (Киев)
5. Высшие курсы КГБ СССР (Ленинград)
6. Высшие курсы КГБ СССР (Минск)
7. Высшие курсы КГБ СССР (Свердловск)
8. Высшие курсы КГБ СССР (Ташкент)
9. Высшие курсы КГБ СССР (Тбилиси)

### Первое главное управление
1. Краснознамённый институт КГБ СССР имени Ю. В. Андропова (Москва)

### Третье главное управление
1. Высшие курсы военной контрразведки (Новосибирск)

### Пограничные войска[2]
1. Высшие пограничные командные курсы[5] (Москва)

- Командные
  1. Высшее пограничное командное ордена Октябрьской Революции, Краснознамённое училище КГБ СССР имени Ф. Э. Дзержинского (Алма-Ата)
  2. Московское высшее пограничное командное ордена Октябрьской Революции, Краснознамённое училище КГБ СССР имени Моссовета
- Военно-политические
  1. Высшее пограничное военно-политическое ордена Октябрьской Революции, Краснознамённое училище КГБ СССР имени К. Е. Ворошилова (Голицыно)

### Войскаправительственной связи
- Командные
  1. Орловское высшее военное командное училище связи КГБ СССР имени М. И. Калинина

## Министерство внутренних дел СССР

### Внутренние войска[2]
- Командные
  1. Новосибирское высшее военное командное училище внутренних войск МВД СССР
  2. Орджоникидзевское высшее военное командное Краснознамённое училище внутренних войск МВД СССР имени С. М. Кирова
  3. Пермское высшее военное командное училище внутренних войск МВД СССР
  4. Саратовское высшее военное командное Краснознамённое училище внутренних войск МВД СССР имени Ф. Э. Дзержинского
- Тыла
  1. Харьковское высшее военное училище тыла внутренних войск МВД СССР
- Военно-политические
  1. Высшее военное политическое училище внутренних войск МВД СССР имени 60-летия ВЛКСМ (Ленинград)

## Министерство среднего машиностроения СССР

### Центральное управление военно-строительных частей МСМ СССР
- Командные
  1. Волжское высшее военное строительное командное училище (Дубна)

## Министерство строительства в восточных районах СССР[6][7]
- Командно-инженерные
  1. Хабаровское высшее военное строительное училище[8]

## Училища МО СССРсреднего(полного)общего образования
- Суворовские
  1. Казанское Суворовское военное училище
  2. Калининское Суворовское военное училище
  3. Киевское Суворовское военное училище
  4. Ленинградское Суворовское военное училище
  5. Минское Суворовское военное училище
  6. Московское Суворовское военное училище
  7. Свердловское Суворовское военное училище
  8. Уссурийское Суворовское военное училище
- Нахимовские
  1. Ленинградское Нахимовское военно-морское училище
- Военно-музыкальные
  1. Московское военно-музыкальное училище[9]

## Подготовительные военно-учебные заведенияМинистерства высшего и среднего специального образования СССР
1. Республиканская спецшкола-интернат с углублённым изучением русского языка и усиленной военно-физкультурной подготовкой имени Героя Советского Союза Бауржана Момышулы (Алма-Ата)
2. Республиканская спецшкола-интернат с углублённым изучением русского языка и усиленной военно-физкультурной подготовкой (Ашхабад)
3. Республиканская спецшкола-интернат с углублённым изучением русского языка и усиленной военно-физкультурной подготовкой (Кишинёв)
4. Республиканская спецшкола-интернат с углублённым изучением русского языка и усиленной военно-физкультурной подготовкой (Львов)
5. Республиканская спецшкола-интернат с углублённым изучением русского языка и усиленной военно-физкультурной подготовкой (Рига)
6. Республиканская спецшкола-интернат с углублённым изучением русского языка и усиленной военно-физкультурной подготовкой (Ташкент)
7. Республиканская спецшкола-интернат с углублённым изучением русского языка и усиленной военно-физкультурной подготовкой (Тбилиси)
8. Республиканская спецшкола-интернат с углублённым изучением русского языка и усиленной военно-физкультурной подготовкой имени 60-летия КП Киргизии (Фрунзе)
9. Спецшкола-интернат с углублённым изучением русского языка и усиленной военно-физкультурной подготовкой (Баку)
10. Спецшкола-интернат с углублённым изучением русского языка и усиленной военно-физкультурной подготовкой (Душанбе)
11. Спецшкола-интернат с углублённым изучением русского языка и усиленной военно-физкультурной подготовкой (Караганда)
12. Спецшкола-интернат с углублённым изучением русского языка и усиленной военно-физкультурной подготовкой (Кривой Рог)
13. Спецшкола-интернат с углублённым изучением русского языка и усиленной военно-физкультурной подготовкой (Ленинабад)
14. Спецшкола-интернат с углублённым изучением русского языка и усиленной военно-физкультурной подготовкой (Самарканд)
15. Спецшкола-интернат с углублённым изучением русского языка и усиленной военно-физкультурной подготовкой (Ташауз)
16. Спецшкола-интернат с углублённым изучением русского языка и усиленной военно-физкультурной подготовкой (Ургенч)
17. Спецшкола-интернат с углублённым изучением русского языка и усиленной военно-физкультурной подготовкой (Фергана)
18. Спецшкола-интернат с углублённым изучением русского языка и усиленной военно-физкультурной подготовкой (Черкесск)
19. Спецшкола-интернат с углублённым изучением русского языка и усиленной военно-физкультурной подготовкой (Чимкент)